# Bengal Plants
Bengal Plants (abreviado Bengal Pl.) es un libro con descripciones botánicas que fue escrito por David Prain y publicado en dos volúmenes en el año 1903 en Calcuta con el nombre de Bengal Plants: a list of the phanerogams, ferns and fern-allies indigenous to, or commonly cultivated in, the Lower Provinces and Chittagong. With definitions of the natural orders and genera, and keys to the genera and species.